# Staffan Widlert
Staffan Fredrik Widlert, född 21 april 1950, är en svensk ämbetsman.
Han är civilingenjör och teknologie doktor i trafikplanering från Kungliga Tekniska högskolan. Han utsågs i april 2008 till generaldirektör för den nyinrättade myndigheten Transportstyrelsen, som startade sin verksamhet den 1 januari 2009. Han avgick med pension i början 2015. Widlert har tidigare varit generaldirektör för Rikstrafiken (2004-2008) och direktör för Statens institut för kommunikationsanalys (1995-2004).
Staffan Widlert var ledamot i den e-delegation som tillsattes 26 mars 2009. Han drev Transportstyrelsens IT-upphandling 2014-2015, men skrev inte på kontraktet om utkontraktering utomlands, eftersom han gick i pension alldeles innan, så efterträdaren Maria Ågren fick skriva på och fick det formella ansvaret för det.